# Hannelore Hoger

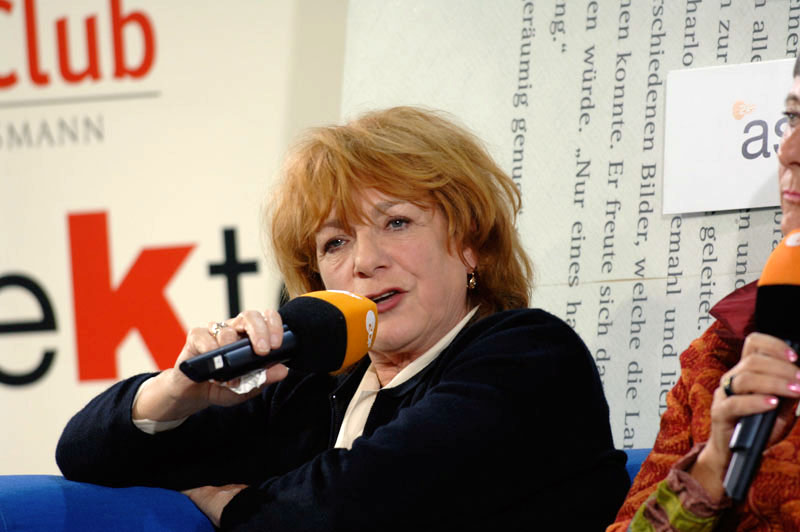
Hannelore Hoger, 2005

Hannelore Erika Hoger (* 20. August 1939 in Hamburg; † 21. Dezember 2024 ebenda) war eine deutsche Schauspielerin, Theaterregisseurin sowie Hörbuch- und Hörspielsprecherin. Sie wurde bekannt durch ihre Zusammenarbeit mit dem Regisseur Alexander Kluge und ihre Darstellung sowohl resoluter als auch mitfühlender Figuren wie der Fernsehkommissarin Bella Block, die sie von 1994 bis 2018 im ZDF spielte, und der Privatdetektivin Charlotte Burg, die sie 1996 und 1997 in der 27-teiligen Krimiserie Die Drei verkörperte.

## Herkunft und Ausbildung
Hannelore Hoger wurde 1939 in Hamburg als Tochter von Leo Hoger, einem Schauspieler und Inspizienten am Ohnsorg-Theater, und dessen Ehefrau, einer Schneiderin, geboren. Mit vierzehn Jahren bekam sie am Theater ihres Vaters ihre erste größere Rolle, ein Jahr später stand ihr Entschluss fest, Schauspielerin zu werden. Einen häufig erwähnten ersten Bühnenauftritt im Alter von fünf Jahren bezeichnete Hoger in einem Interview als ein „Gerücht“. Hoger hatte zwei Schwestern und einen Bruder. 
1958 begann sie eine Schauspielausbildung an der Hochschule für Musik und Theater Hamburg. Von 1961 an stand sie in Ulm, Bremen, Stuttgart, Köln und Berlin auf der Bühne, von 1981 bis 1985 in Hamburg. Dort wurde ihre Zusammenarbeit mit Augusto Fernandes zu einer prägenden Erfahrung. Einige Male nahm sie Unterricht bei Lee Strasberg. Besonders bekannt wurde sie durch ihre Arbeiten unter Intendant Kurt Hübner am Ulmer Theater und am Bremer Theater am Goetheplatz. Hervorzuheben ist auch ihre Zusammenarbeit mit dem Regisseur Peter Zadek, mit dem sie 1972 an das Schauspielhaus Bochum wechselte.

## Karriere

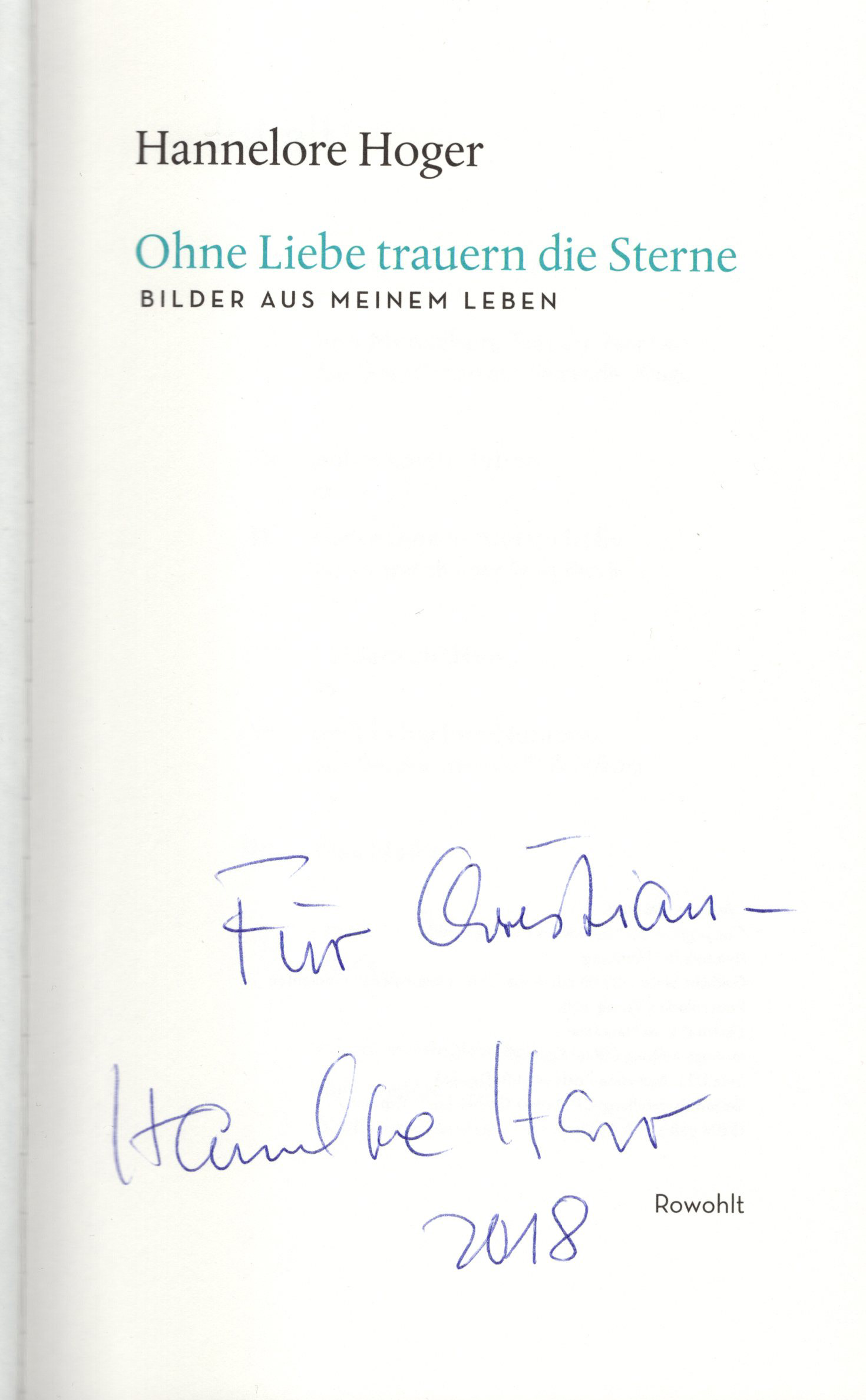
Von Hannelore Hoger signierte Buchseite ihrer Autobiographie Ohne Liebe trauern die Sterne (Februar 2018)

### Film und Fernsehen
Ihr Filmdebüt gab Hoger 1965 unter der Regie von Peter Beauvais in der Hauptrolle der Beatie Bryant in Tag für Tag. Sie arbeitete wiederholt mit dem Regisseur und Produzenten Alexander Kluge zusammen, der in seiner experimentellen Filmästhetik von den Schriften der Frankfurter Schule beeinflusst war, so in Die Artisten in der Zirkuskuppel: ratlos (1968), Der große Verhau (1970), Willi Tobler und der Untergang der 6. Flotte (1972), Deutschland im Herbst (1977), Die Patriotin (1979) und Die Macht der Gefühle (1983). In Produktionen weiterer Regisseure des Neuen Deutschen Films trat Hoger in tragenden Rollen auf, unter anderem in Spielfilmen von Helma Sanders-Brahms (Heinrich, 1977, über das Leben des Schriftstellers Heinrich von Kleist) sowie von Volker Schlöndorff und Margarethe von Trotta (Die verlorene Ehre der Katharina Blum, 1975, nach dem gleichnamigen Roman von Heinrich Böll).
Auch später wirkte Hoger noch in zahlreichen Kinofilmen mit, u. a. 1997 in Helmut Dietls Rossini – oder die mörderische Frage, wer mit wem schlief, in dem sie an der Seite von Mario Adorf ihr komödiantisches Talent als Klatschreporterin Charlotte zeigte, und 2015 in Oskar Roehlers Tod den Hippies!! Es lebe der Punk als Mutter Gisela des von Tom Schilling dargestellten Robert Rother.
Einem breiten Publikum wurde Hoger in der Rolle der resoluten, aber auch mitfühlenden Kriminalhauptkommissarin Bella Block bekannt, die sie von 1994 bis 2018 spielte. Von 1996 bis 1997 übernahm sie in der 27-teiligen TV-Krimiserie Die Drei eine weitere Serienhauptrolle als Privatdetektivin Charlotte Burg.
Im Fernsehen war Hoger außerdem in der Rolle der Filmregisseurin Antonia Brückner an der Seite von Lisa Martinek, Christoph Waltz und Liselotte Pulver in Stephan Meyers Fernsehremake Die Zürcher Verlobung – Drehbuch zur Liebe (2007) zu sehen. 2008 spielte sie in dem Märchenfilm Das tapfere Schneiderlein die Rolle der Pflaumenmusbäuerin. 2009 besetzte sie Rainer Kaufmann in seinem Spielfilm Ellas Geheimnis in der Titelrolle. 2014 verkörperte sie die an vaskulärer Demenz erkrankte Lisbeth Diercksen in der Tragikomödie Nichts für Feiglinge. In Richard Hubers Tragikomödie Lang lebe die Königin (2019/20) übernahm Hoger gemeinsam mit Gisela Schneeberger, Judy Winter, Iris Berben und Eva Mattes für ihre während der Dreharbeiten gestorbene Kollegin Hannelore Elsner die Szenen, die diese selbst nicht mehr drehen konnte.

„Sie war mehr als eine brillante Schauspielerin, sie war auch das Spiegelbild der unzähligen Situationen, in denen sie auftrat, nicht nur in ihren Filmen, Theaterrollen und Fernsehstücken. Ihre Nervosität, ihre permanent wechselnde Selbstwahrnehmung, ihre Widersprüchlichkeit und ihre vibrierende Präsenz lassen sich nicht beschreiben. Wenn man sagt, ein großer Schauspieler sei an seiner Wandlungsfähigkeit zu erkennen, dann trifft auf die Hoger das Gegenteil zu. Nicht sie wandelte sich in der Zusammenarbeit mit einem Regisseur, sondern dieser wurde durch sie verwandelt. Alle ihre Geschichten nahmen das Blut von Hannelore Hoger in sich auf. Es war immer sie, Hannelore Hoger, die mit ihren leuchtenden Augen in ihre Rollen sprang. […] Mit der Hoger verliert der deutsche Film einen Glücksstern.“

### Theaterregie
Ab den 1980er Jahren inszenierte Hoger auch Theaterstücke, darunter Franz Xaver Kroetz’ Stallerhof am Schauspielhaus Bochum, 1986 Friedrich Hebbels Maria Magdalena am Staatstheater Darmstadt, Thomas Bernhards Am Ziel und 1989 Frank Wedekinds Frühlings Erwachen am Theater in der Josefstadt in Wien.

„Sie ist rigide selbstbewußt, wohl nur schwer zu haben fürs weniger Attraktive (was sie, die sich als Ensemblespielerin versteht, heftig bestreitet), sie gilt als ‚schwierig‘, eine intelligente Diva. […] Als Schauspielerin ist die Hoger eine Entdeckerin, Verführerin, deren wache Neugier auf Figuren ansteckt. Anstiftet. […] Sie blieb als Regisseurin die erfindungsfreudige Beobachterin, die neugierige Entdeckerin, die sie als Schauspielerin war und ist, eine Phantasie freisetzende, anspornende Virtuosin des Schauspiel(er)handwerks.“

### Weitere Auftritte
Ab 1990 spielte sie gemeinsam mit dem Schauspieler Dietmar Mues und dem Pianisten und Sänger Joachim Kuntzsch in unregelmäßigen Abständen in verschiedenen Städten das Programm Außen rot und innen … Ein Tucholsky-Abend, in dem drei Texte des Satirikers Kurt Tucholsky schauspielerisch aufbereitet wurden.
Ab Sommer 2005 trat sie mit ihrer Tochter Nina Hoger und dem Ensemble Noisten auf. Gelegentlich trat Hannelore Hoger auch mit ihrem früheren Lebenspartner, dem Pianisten Siegfried Gerlich, in verschiedenen Programmen auf.

## Soziales Engagement
Ihre Popularität stellte Hoger in den Dienst sozialer Anliegen, etwa die Kampagne des Bundesministerium für Familie, Senioren, Frauen und Jugend „Hinsehen. Handeln. Helfen!“ gegen sexuelle Gewalt an Kindern von April 2004 bis Februar 2005. Hoger beteiligte sich 2003 auch an einer Aufklärungskampagne der Stiftung Deutsche Krebshilfe für ein frühzeitiges Mammographie-Screening gegen Brustkrebs. In ihrem Kommentar zum Jahreswechsel 2001/2002 wies sie darauf hin, dass die globale Marktwirtschaft täglich 24.000 Menschen das Leben koste. Seit 2007 war sie Schirmherrin der Kampagne „Jede Oma zählt“ der Hilfsorganisation Helpage Deutschland, mit der Unterstützer für Hilfsprojekte zu Gunsten alter Menschen in Entwicklungsländern gesucht werden.

## Privates
Die Schauspielerin Nina Hoger stammt aus Hogers Beziehung mit dem Schauspieler Norbert Ecker. Hannelore Hoger war viele Jahre mit dem Schriftsteller und Filmemacher Alexander Kluge und von 1999 bis 2006 mit dem Philosophen, Schriftsteller und Pianisten Siegfried Gerlich liiert. Sie starb im Dezember 2024 im Alter von 85 Jahren in ihrer Heimatstadt Hamburg.

## Filmografie

### Kino
- 1968: Die Artisten in der Zirkuskuppel: ratlos
- 1970: Piggies
- 1970: Der große Verhau
- 1975: Eiszeit
- 1975: Die verlorene Ehre der Katharina Blum
- 1976: Der Gehülfe
- 1977: Heinrich
- 1978: Deutschland im Herbst
- 1979: Der Tag an dem Elvis nach Bremerhaven kam
- 1979: Die Patriotin
- 1983: Eisenhans
- 1983: Die Macht der Gefühle
- 1984: Super
- 1984: Tausend Augen
- 1986: Der Sommer des Samurai
- 1987: Jacob hinter der blauen Tür
- 1991: Lippels Traum
- 1997: Rossini – oder die mörderische Frage, wer mit wem schlief
- 1999: Straight Shooter
- 1999: Long Hello & Short Goodbye
- 2004: hamlet X
- 2010: Henri 4
- 2014: Ich will mich nicht künstlich aufregen
- 2014: Nachrichten vom großen Krieg 1914–1918
- 2015: Tod den Hippies!! Es lebe der Punk
- 2015: Heidi

### Fernsehen

#### Fernsehfilme
- 1965: Tag für Tag
- 1965: Zeitsperre
- 1966: Wilhelm Tell
- 1969: Marija
- 1969: Leben und leben lassen
- 1969: Die unbezähmbare Leni Peickert
- 1970: Der Pott
- 1971: Eduard IV. – Der Krieg der Rosen, 2. Teil
- 1972: Willi Tobler und der Untergang der 6. Flotte
- 1972: Der Marquis von Keith
- 1973: Bauern, Bonzen und Bomben (Fünfteiler)
- 1973: Kleiner Mann – was nun?
- 1977: Die Geisel
- 1977: Mensch Mutter
- 1979: Max und Traudl
- 1979: Defekte
- 1980: Ein Mann fürs Leben
- 1982: Kraftprobe
- 1982: Die Frau im rosa Mantel
- 1982: Schlaflose Tage
- 1983: Der Groß-Cophta
- 1990: Marleneken (Zweiteiler)
- 1991: Kollege Otto – Die Coop-Affäre
- 1992: Tandem
- 1992: Die zweite Heimat – Chronik einer Jugend (Mehrteiler)
- 1994: Himmel und Hölle
- 1998: Nachspiel
- 1999: After Play
- 2000: Falsche Liebe – Die Internetfalle
- 2001: Vier Meerjungfrauen
- 2002: Pest – Die Rückkehr
- 2003: Weihnachten im September
- 2003: Wenn Weihnachten wahr wird
- 2004: Fiesta der Leidenschaft
- 2005: Hölle im Kopf
- 2006: Vier Meerjungfrauen II – Liebe à la carte
- 2007: Die Zürcher Verlobung – Drehbuch zur Liebe
- 2007: Die Katze
- 2007: Eine stürmische Bescherung
- 2008: Das tapfere Schneiderlein
- 2009: Pretty Mama
- 2009: Ellas Geheimnis
- 2009: Jeder Mensch braucht ein Geheimnis
- 2010: Mörderischer Besuch
- 2013: Charlotte Link – Das andere Kind (Zweiteiler)
- 2013: Uferlos
- 2014: Nichts für Feiglinge
- 2015: Frau Roggenschaubs Reise
- 2020: Lang lebe die Königin
- 2021: Zurück ans Meer

#### Fernsehserien und -reihen
- 1978: Notsignale (Folge Freddie Türkenkönig)
- 1978: Kläger und Beklagte (Folge Inschi darf nicht Meier heißen)
- 1979: Tatort: Mitternacht, oder kurz danach
- 1979: Tatort: Schweigegeld
- 1988: Dortmunder Roulette (sechs Folgen)
- 1988: Die Bertinis (fünf Folgen)
- 1989: Peter Strohm (Folge Damenopfer)
- 1991–1994: Der Alte (verschiedene Rollen, drei Folgen)
- 1991–1994: Derrick (verschiedene Rollen, drei Folgen)
- 1992: Tatort: Unversöhnlich
- 1994: Der König (Folge Auch Mörder müssen sterben)
- 1994–2018: Bella Block
- 1996–1997: Die Drei (27 Folgen)
- 2004: Um Himmels Willen (Folge Trojanisches Pferd)
- 2004: Der letzte Zeuge (Folge Anatomie des Herzens)
- 2005: Der Fahnder (Folge Familienbild)
- 2006: Commissario Laurenti – Die Toten vom Karst
- 2016–2019: Hotel Heidelberg
  - 2016: Kramer gegen Kramer
  - 2016: Kommen und Gehen
  - 2016: Tag für Tag
  - 2018: Kinder, Kinder!
  - 2018: … Vater sein dagegen sehr
  - 2019: … Wer sich ewig bindet
- 2021: Nord Nord Mord – Sievers und der schönste Tag

## Hörspiele
- 1969: Anne Dorn: Lauter Luder – Regie: Hartmut Kirste (Hörspiel – SWF)
- 1997: Donna Leon: Venezianisches Finale – Regie: Hans Gerd Krogmann (Zweiteiliges Hörspiel – SDR/DLR/WDR)
- 2018: Die jungen Detektive Folge 4: Hannelore Lieblich – Regie: Laura Clever (Clever Production)

## Hörbücher (Auswahl)
- 2001: Chronik der Gefühle von Alexander Kluge mit Beiträgen von A. Kluge und H. Hoger, Hörbuch Hamburg, 3 CDs, ISBN 3-934120-80-6
- 2002: Bella Ciao von Doris Gercke, Ullstein Hörverlag München, 4 CDs 288 Min., ISBN 3-550-09068-4
- 2003: Diese Zitrone hat noch viel Saft! von Lotti Huber, Hörkunst bei Kunstmann, 2 CDs, ISBN 3-88897-330-9
- 2003: In 40 Märchen um die Welt, Random House Audio, 4 CDs, ISBN 3-89830-311-X
- 2005: Vergiss nie, dass ich dich liebe von Elizabeth George, Starke Stimmen, Brigitte Hörbuch-Edition, Hamburg, ISBN 3-89830-976-2
- 2006: Gott schütze dieses Haus von Elizabeth George, ISBN 978-3-491-91274-8
- 2006: Der kleine Häwelmann – Eltern-Edition «Abenteuer Hören» von Theodor Storm, Random House Audio, ISBN 978-3-86604-060-1
- 2006: Ein Ort für die Ewigkeit von Val McDermid, Random House Audio, ISBN 978-3-86604-182-0
- 2008: Nein! Ich will keinen Seniorenteller! von Virginia Ironside, Random House Audio, ISBN 978-3-86604-694-8
- 2009: Es geht noch ein Zug von der Gare du Nord von Fred Vargas, Random House Audio, 4 CDs, ISBN 3-8371-0087-1
- 2009: Und ich dachte, es sei Liebe von diverse, Der Audio Verlag, 2 CDs, ISBN 978-3-89813-551-1
- 2011: Babettes Fest Von Tania Blixen, Random House Audio, 2 CDs ungekürzt 110 Min., ISBN 978-3-8371-0877-4
- 2012: Nein! Ich möchte keine Kaffeefahrt von Virginia Ironside, Der Hörverlag, ISBN 978-3-86717-938-6
- 2015: Altes Land von Dörte Hansen, Random House Audio, 4 CDs (gekürzte Lesung), ISBN 978-3-8371-3089-8
- 2015: Ich stehe auf der Erde: dies ist mein Standpunkt von Robert Walser, Diogenes-Hörbuch, CD, ISBN 978-3-257-80355-6
- 2018: Mittagsstunde von Dörte Hansen, ungekürzte Lesung, 11 Std. und 31 Min., Random House Audio, Hamburg 2018, ISBN 978-3-8371-4278-5.
- 2018: Wortmaler. Robert Walser und Peter Dreher von Robert Walser, ausgewählte Texte, 3 CDs, Griot Hörbuch Verlag, Stuttgart, ISBN 978-3-95998-024-1
- Hannelore Hoger liest die Commissario-Brunetti-Romane von Donna Leon als Sprecherin, Der Hörverlag.
- 2021: Clarice Lispector: Hannelore Hoger liest Lispector („Die Flucht“ und andere Erzählungen), Random House Audio, ISBN 978-3-8371-5301-9

## Auszeichnungen

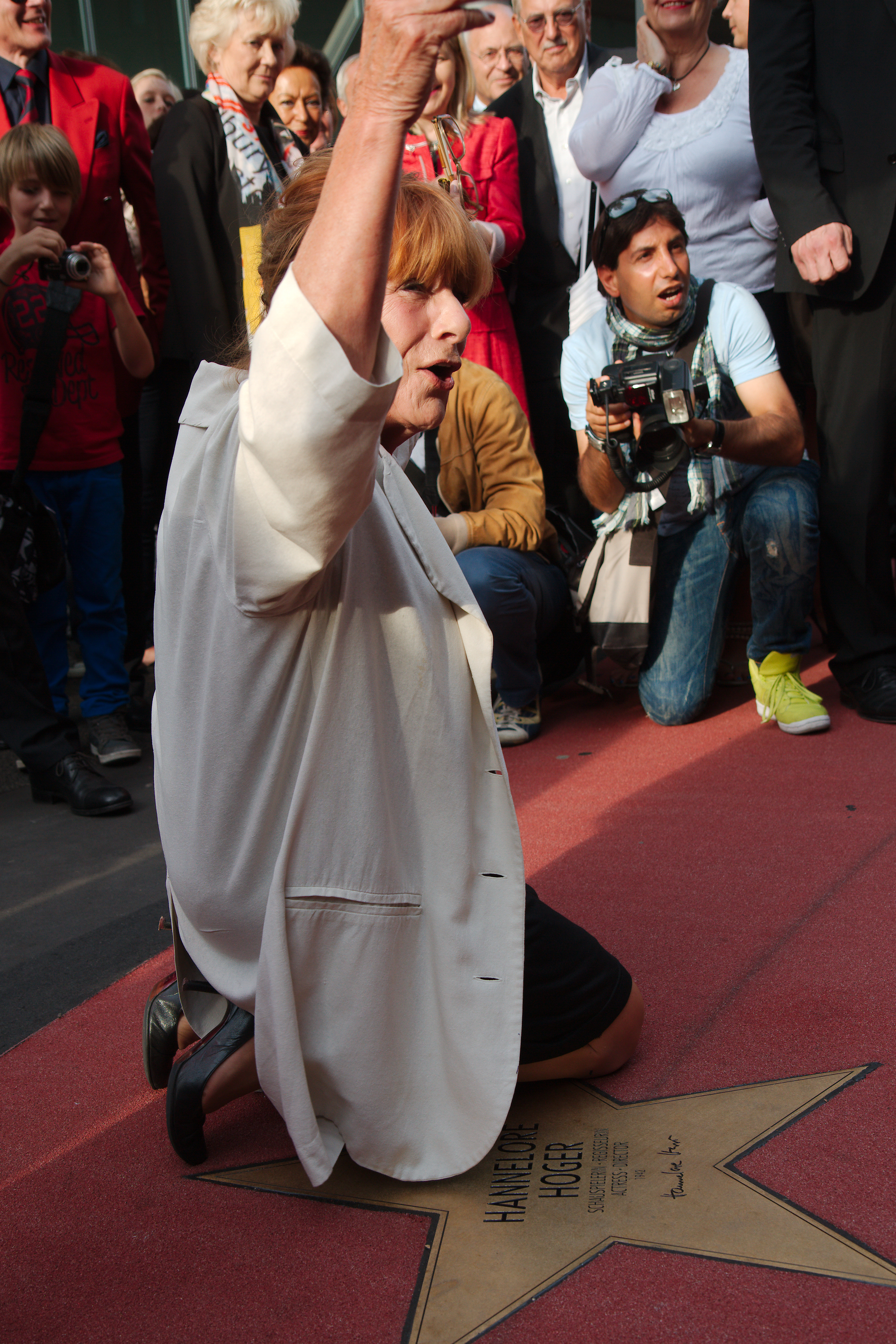
Hoger bei der Einweihung ihres Sternes auf dem Boulevard der Stars in Berlin (2012)

- 1975: Schauspielerin des Jahres der Zeitschrift Theater heute
- 1987: Goldener Gong für ihre Darstellung in Die Bertinis
- 1989: Deutscher Darstellerpreis (Chaplin-Schuh)
- 1994: Adolf-Grimme-Preis für Bella Block (zusammen mit Max Färberböck)
- 1996: Goldener Löwe von RTL als „Beste Schauspielerin“ für den Fernsehfilm Liebestod in der Reihe Bella Block[14]
- 1996: Bayerischer Fernsehpreis in der Kategorie „Schauspielerin Fernsehspiel“ für Bella Block
- 1998: Goldene Kamera als „Beliebteste deutsche Kommissarin“ für Bella Block
- 2001: Helmut-Käutner-Preis der Stadt Düsseldorf
- 2001: Biermann-Ratjen-Medaille der Hansestadt Hamburg
- 2002: Robert-Geisendörfer-Preis, Sonderpreis der Jury „für ihre herausragenden Charakterdarstellungen“[15]
- 2012: Grimme-Preis, Besondere Ehrung des Deutschen Volkshochschul-Verbandes[16]
- 2012: Stern auf dem Boulevard der Stars
- 2013: Ehrenpreis des Hessischen Ministerpräsidenten für besondere Leistungen im Film- und TV-Bereich
- 2020: Otto-Mühlschlegel-Preis[17]

## Dokumentationen
- Gero von Boehm begegnet: Hannelore Hoger. Deutschland, Gespräch, 2005, 45 Min., Produktion: 3sat, Erstsendung: 14. August 2005, von 3sat
- Abgeschminkt: Hannelore Hoger. Dokumentation, Deutschland, 2002, 15 Min., Buch und Regie: Johanna Schickentanz, vom ZDFtheaterkanal
- Hannelore Hoger – höchstpersönlich! Dokumentation, Deutschland, 1997, 30 Min., Regie: Christa Auch-Schwelk, Produktion: Radio Bremen, Erstsendung: 4. Juli 1997, von Radio Bremen

## Autobiografie
- Ohne Liebe trauern die Sterne. Bilder aus meinem Leben. Rowohlt, Reinbek bei Hamburg 2017, ISBN 978-3-498-03034-6.